# Elena Stoffel
Elena Stoffel (* 27. Mai 1996) ist eine ehemalige Schweizer Skirennfahrerin. Sie gehörte dem B-Kader von Swiss-Ski an und war auf die technischen Disziplinen Slalom und Riesenslalom spezialisiert.

## Biografie
Elena Stoffel stammt aus Unterbäch im Oberwallis und startet für den SC Ginals-Unterbäch. 2016 schloss sie die Sportschule am Kollegium Spiritus Sanctus in Brig ab.
Im Alter von 15 Jahren bestritt sie auf der Diavolezza ihre ersten FIS-Rennen. Ein Jahr später debütierte sie im Europacup, konnte sich in den folgenden Wintern aber nur vereinzelt in den Punkterängen klassieren. Im Februar 2013 nahm sie am Europäischen Olympischen Jugend-Winterfestival in Poiana Brașov teil, wo sie als Vierte des Slaloms nur knapp eine Medaille verpasste. Dreimal ging sie bei Juniorenweltmeisterschaften an den Start. Ihr bestes Ergebnis erzielte sie mit Slalom-Rang sechs gleich bei ihrer ersten Teilnahme in Hafjell 2015. Ein Jahr später in Sotschi belegte sie im Riesenslalom Rang 16, in Åre schied sie 2017 in beiden technischen Rennen aus.
Am 14. März 2015 gab sie im Slalom von Åre ihr Weltcup-Debüt. Nach zwei Saisons im Europacup, in denen sie ohne Weltcup-Einsatz geblieben war, gewann sie im Januar 2018 mit Rang 18 in Kranjska Gora ihre ersten Punkte. Im Februar 2019 nahm sie an den Weltmeisterschaften in Åre teil und wurde für den Slalom nominiert. Sie schied jedoch im ersten Lauf aus. Das beste Weltcupergebnis gelang ihr am 9. März 2019 mit Platz 14 im Slalom von Špindlerův Mlýn.
Am 9. März 2025 gab sie nach dem Slalom von Åre im Alter von 28 Jahren ihren sofortigen Rücktritt bekannt. Sie hat insgesamt 64 Weltcuprennen bestritten.

## Erfolge

### Weltcup
- 5 Platzierungen unter den besten 15

### Weltcupwertungen
| Saison  | Gesamt | Gesamt | Slalom | Slalom | Parallel | Parallel |
| Saison  | Platz  | Punkte | Platz  | Punkte | Platz    | Punkte   |
| ------- | ------ | ------ | ------ | ------ | -------- | -------- |
| 2017/18 | 113.   | 13     | 49.    | 13     | –        | –        |
| 2018/19 | 84.    | 42     | 37.    | 42     | –        | –        |
| 2019/20 | 69.    | 64     | 26.    | 50     | 31.      | 14       |
| 2021/22 | 109.   | 16     | 44.    | 16     | –        | –        |
| 2022/23 | 59.    | 95     | 26.    | 95     | –        | –        |
| 2023/24 | 91.    | 34     | 41.    | 34     | –        | –        |
| 2024/25 |        | 13     |        | 13     | –        | –        |

### Europacup
- Saison 2019/20: 4. Slalomwertung
- Saison 2021/22: 5. Slalomwertung
- Saison 2023/24: 6. Slalomwertung
- 9 Podestplätze, davon 2 Siege:

| Datum         | Ort         | Land        | Disziplin |
| ------------- | ----------- | ----------- | --------- |
| 3. März 2020  | Bad Wiessee | Deutschland | Slalom    |
| 16. März 2024 | Hafjell     | Norwegen    | Slalom    |

### Juniorenweltmeisterschaften
- Hafjell 2015: 6. Slalom, 26. Riesenslalom
- Sotschi 2016: 16. Riesenslalom

### Weitere Erfolge
- Sieg bei den Liechtensteiner Meisterschaften im Slalom 2017
- 13 Siege in FIS-Rennen